# Aloys Bach

Titelblatt

Aloys Bach (auch Aloysius Bach; * 29. Mai 1770 in Ullersdorf, Grafschaft Glatz; † 1. Februar 1845 in Oberschwedeldorf, Landkreis Glatz) war ein römisch-katholischer Geistlicher und Gymnasialprofessor am Königlichen Katholischen Gymnasiums in Glatz sowie Regens des dortigen Konvikts. Er verfasste mehrere pädagogische und heimatgeschichtliche Schriften.

## Leben
Aloys Bach verbrachte seine Kindheit bis 1779 in Ullersdorf und danach in Oberschwedeldorf, wo sein Vater als Schullehrer tätig war. Ab 1781 war er Schüler des Glatzer Königlichen Gymnasiums und studierte anschließend Philosophie und Katholische Theologie an der Universität Breslau. Nach der Priesterweihe war er ab 1796 Hauslehrer des Trebnitzer Stiftskanzlers Gründler. Ab 1804 war er Religionslehrer am Breslauer Matthias-Gymnasium, wo er 1808 zum Gymnasialprofessor ernannt wurde.
Auf eigenen Wunsch wurde Bach 1812 in gleicher Position an das Königlich katholische Gymnasium in Glatz versetzt, wo er überwiegend die Lektüre der lateinischen Klassiker und lateinische Stilübungen in den oberen Klassen vermittelte. Daneben wurde er 1818 durch die Königlich Preußische Provinzial Schulbehörde zum Regens des zugehörigen Konvikts ernannt. Neben dem Pflichtunterricht förderte er besonders die musikalische Ausbildung und die sportliche Betätigung seiner Schüler.
Aus gesundheitlichen Gründen wurde er 1831 in den Ruhestand versetzt und lebte danach auf einer kleinen Besitzung in Oberschwedeldorf. Dort verfasste er die „Urkundliche Kirchengeschichte der Graffschaft Glaz“, für die er überwiegend die Veröffentlichungen des Heimatforschers Joseph Kögler benutzte. Dessen Ergebnisse erweiterte er um eine geschichtlich-statistische Darstellung aller Glätzer Pfarreien und Kirchen mit ihren Seelsorgern sowie der Schulen. Sie wurde 1841 in Breslau gedruckt und gehört bis heute zu den wichtigsten Werken über die Geschichte der Grafschaft Glatz. In seinem Nachlass hinterließ er auch eine umfangreiche handschriftliche „Geschichte der Pfarrei Oberschwedeldorf“, die bis 1945 im dortigen Pfarrarchiv aufbewahrt wurde.
Bach verfügte testamentarisch eine größere Summe seines Vermögens für Stipendien und Prämien für begabte arme Schüler und Studenten. Seine letzte Ruhestätte fand er auf dem Oberschwedeldorfer Friedhof.

## Werke
- Über die Beschaffenheit und den verschiedenartigen Zweck der von den ältesten Völkern bis in die Zeiten des Christentums bestandenen Asyle, Glatz 1827.
- Urkundliche Kirchen-Geschichte der Graffschaft Glaz [sic], Breslau 1841 (online).
- Geschichte und Beschreibung des Klosters Trebnitz, Neisse 1859.
- Die Grafschaft Glatz unter dem Gouvernement des Generals Heinrich August Freiherrn de la Motte Fougué, Habelschwerdt 1885.
- Geschichte der Pfarrei Oberschwedeldorf (handschriftliches Exemplar, bis 1945 Pfarrarchiv Oberschwedeldorf).